# 伊東秀剛
伊東 秀剛（いとう ひでまさ、1986年4月29日 - ）は、日本の元ラグビーユニオン選手。2014年度シーズンまでトヨタ自動車ヴェルブリッツに所属していた。

## プロフィール
- 長崎県出身[2]。
- ポジションはプロップ (PR)[2]。
- 身長180cm、体重125kg[2]。
- ニックネームはドニー[1]。

## 経歴
長崎県立長崎東高等学校卒業後、帝京大学に入学。同大学4年時に大学ラグビー選手権で優勝を経験。東海大学との決勝戦でも先発出場している。
2010年、トヨタ自動車に入社。トヨタ自動車ヴェルブリッツ選手として同年のトップリーグ開幕戦に出場し、1試合を除くシーズン全ての試合に出場した。
2011年6月に開催された東日本大震災復興支援チャリティマッチに、トップリーグ選抜チームの選手として出場した。
プロ4年目のシーズンに腰の怪我を負い、2014年度シーズンを以て引退することとなった。